# Зубайдулло Зубайдзода

## Зубайдзода Зубайдулло Наджот
Зубайдзода Зубайдулло Наджот (родился 10 августа 1957 г., Республика Таджикистан) — таджикский дипломат, Чрезвычайный и Полномочный Посол Республики Таджикистан в ряде арабских стран, кандидат политических наук.
Посол Зубайдзода  — выдающийся таджикский дипломат, чья карьера охватывает более четырёх десятилетий преданной службы. Он занимал ключевые должности в Министерстве иностранных дел Таджикистана и представлял страну на различных международных постах, включая должность посла в Пакистане и в настоящее время — в Государстве Кувейт. Известный своим глубоким знанием протокольной службы и дипломатии, он сыграл важную роль в укреплении двусторонних отношений Таджикистана, особенно в странах Персидского залива. Свободно владея арабским языком и обладая степенью кандидата политических наук, посол Зубайдзода также известен своими усилиями по продвижению культурного, экономического и энергетического сотрудничества, за что был удостоен национальных и международных наград.
Одним из его значимых вкладов стало руководство процессом репатриации граждан Таджикистана, включая женщин и детей, из зон конфликта в Сирии и Ираке — гуманитарная миссия, потребовавшая высокой дипломатической точности, международной координации и глубокого чувства ответственности.

## Образование
- 1976–1983 — выпускник арабского отделения факультета востоковедения Таджикского государственного университета.
- 1989 — аспирантура Дипломатической академии МИД СССР.
- 2002–2005 — выпускник юридического факультета Таджикского государственного университета.
- 2006 — кандидат политических наук.

## Деятельность
- 1980–1983 — член советской делегации специалистов в Республике Ирак (Посольство Советского Союза в Ираке).
- 1983–1984 — заведующий отделом рукописей Национальной библиотеки Таджикистана.
- 1984–1987 — член советской делегации специалистов в Арабской Республике Йемен (Посольство Советского Союза в Йемене).
- 1987–1993 — Начальник отдела внешних связей Душанбинского горисполкома.
- 1993–2007 — Начальник отдела государственных визитов Министерства иностранных дел Республики Таджикистан.
- 2007–2008 — Советник-Временный Поверенный Посольства Республики Таджикистан в Российской Федерации.
- 2008–2013 — Посол Республики Таджикистан в Исламской Республике Пакистан.[3]
- 2011–2013 — Посол Республики Таджикистан в Государстве Катар с резиденцией в Исламабаде.[4]
- С 3 января 2013 года — Посол Республики Таджикистан в Государстве Кувейт.[5]
- С 21 июля 2016 года — Посол Республики Таджикистан в Иорданском Хашимитском Королевстве по совместительству.[6]
- С 21 сентября 2016 года — Посол Республики Таджикистан в Ливанской Республике по совместительству.[7]
- С 19 октября 2018 года — Посол Республики Таджикистан в Республике Ирак по совместительству.[8]
- С 29 октября 2018 года — Посол Республики Таджикистан в Королевстве Оман по совместительству.[9]
- С октября 2021 года — Дуайен дипломатического корпуса в Государстве Кувейт.[10]

## Награды
- 2001 г. — Заслуженный работник Республики Таджикистан
- 2003 г. — Орден «За заслуги» (Франция)
- 2021 г. — Орден Почёта I степени[11]
- 2023 г. — Медаль «За заслуги» (МИД Республики Таджикистан)[12]